# Mickley Green
Mickley Green – osada w Anglii, w hrabstwie Suffolk. Leży 35 km na północny zachód od miasta Ipswich i 95 km na północny wschód od Londynu.